# Свети Атанасий (Ковач)
Вижте пояснителната страница за други значения на Свети Атанасий.
„Свети Атанасий“ или „Свети Атанас“ (на македонска литературна норма: „Свети Атанасиј“, „Свети Атанас“) е поствизантийска църква в поречкото село Ковач, Северна Македония. Църквата е част от Бродското архиерейско наместничество на Дебърско-Кичевската епархия на Македонската православна църква – Охридска архиепископия. Църквата е разположена под селото и е изградена в 1626 или в 1631 година. От запазената живопис прави впечатление огромната риба, с която се предава евхаристична символика. От същия зограф същият мотив се среща и в съседните църкви „Света Варвара“ в Ковач и „Свети Архангел Гавриил“ в Ореховец.